# جاك شيرر
جاك شيرر (بالإنجليزية: Jack Shearer)‏ هو لاعب اتحاد الرغبي نيوزلندي، ولد في 19 أغسطس 1896 في ويلينغتون في نيوزيلندا، وتوفي في 18 سبتمبر 1963 في كرايستشرش في نيوزيلندا.